# Orde van Philipp de Grootmoedige

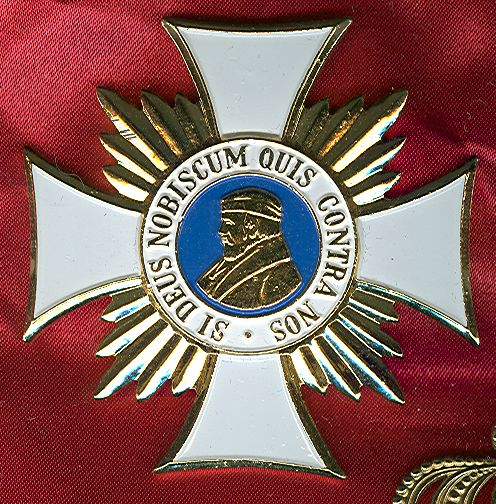
Kruis zoals een Commandeur der Eerste Klasse die na 1911 droeg Particuliere verzameling, Groningen.

De Orde van Philipp de Grootmoedige werd op 1 mei 1840 door Groothertog Lodewijk II van Hessen als "Verdienstorden Philipps des Großmutigen" gesticht en heette sinds 1876 "Groothertogelijk Hessische Philippsorde". Deze Ridderorde kende vier klassen waaraan in 1849 een zilveren kruis en in 1859 een Ridderkruis IIe klasse werd toegevoegd. In 1876 werd de naam officieel "Groothertogelijk Hessische Philippsorde".
Philipp de Grootmoedige was een reformatorische Hessisch landgraaf in de 16e eeuw. Bij zijn overlijden in 1567 werd Hessen in vier vorstendommen verdeeld.
In 1918 werden de Hessische monarchie en deze Orde afgeschaft.
De zes graden van de Orde
- Grootkruis

De Grootkruisen droegen het kruis van de Orde aan een breed lint over de rechterschouder. Op de linkerborst droegen zij een achtpuntige zilveren ster met het medaillon van de Orde.
- Commandeur der Eerste Klasse

De Commandeurs der Eerste Klasse,in het protocol overeenkomend met Grootofficieren, droegen het kruis om de hals en op de linkerborst een groot kruis zonder randschrift. In 1911 werd dit kruis, zoals afgebeeld, van vijf gouden stralen in de armen en een randschrift voorzien.
- Commandeur der Tweede Klasse

Zij droegen een kruis van de Orde aan een lint om de hals en een klein kruis van de Orde op de linkerborst.
- Ridder der Eerste Klasse

Zij droegen een kruis van de Orde aan een lint op de linkerborst.
- Ridder der Tweede Klasse

Zij droegen een iets kleiner kruis van de Orde aan een lint op de linkerborst.
- Zilveren Kruis

Zij droegen een zilveren kruis van de Orde aan een lint op de linkerborst.
De versierselen van de Orde
Het kruis is een breed uitlopend wit geëmailleerd kruis met gouden randen. In het blauwe medaillon is het gouden borstbeeld, voor 1849 was het een portret met kniebroek, van de Hessische Landgraaf Philipp afgebeeld.
Het randschrift is "SI DEUS NOBISCUM QUIS CONTRA NOS" en op de keerzijde met de Hessische leeuw "LUDOVICUS III MAGNUS DUC HESSIÆ INSTITUT". De militairen kregen de Orde met gouden of zilveren zwaarden toegekend.
Het lint is rood met een smalle blauwe streep langs de rand.

## Gedecoreerde
- Generaal der Cavalerie Curt von Gienanth, (Ridderkruis der Tweede Klasse)